# Чаетина (община)
Чаетина (серб. Чајетина) — община в Сербии, входит в Златиборский округ.
Население общины составляет 15 340 человек (2007 год), плотность населения составляет 24 чел./км². Занимаемая площадь — 647 км², из них 57,7 % используется в промышленных целях.
Административный центр общины — малый город Чаетина. Община Чаетина состоит из 24 населённых пунктов, средняя площадь населённого пункта — 27,0 км².

## Статистика населения общины
| Год  | Население, чел. |
| ---- | --------------- |
| 1991 | 16 132          |
| 2001 | 15 651          |
| 2002 | 15 629          |
| 2003 | 15 600          |
| 2004 | 15 577          |
| 2005 | 15 509          |
| 2006 | 15 412          |
| 2007 | 15 340          |
| 2017 | 14 745          |